# Сальваторе Д'Аквіла
Сальваторе Д'Аквіла (італ. Salvatore D'Aquila, 7 листопада 1873 — 10 жовтня 1928) — італо-американський кримінальний діяч, один із перших босів мафії в Нью-Йорку. Д'Аквіла став головою однієї з найвпливовіших кримінальних організацій США початку ХХ століття, яку пізніше назвуть "Коза Ностра". Він відіграв важливу роль у формуванні структур і правил, що лягли в основу сучасної американської мафії.

## Біографія

### Ранні роки
Сальваторе Д'Аквіла народився 7 листопада 1873 року в селі Паладжіа (Сицилія, Італія). У молоді роки він емігрував до Сполучених Штатів, оселившись у Нью-Йорку. Завдяки своїм зв’язкам із сицилійськими злочинними колами швидко зарекомендував себе як впливовий лідер у середовищі мафіозі.

### Кар'єра в мафії
На початку 1900-х років Д'Аквіла очолив угруповання, яке стало основою сучасної Нью-Йоркської мафії. Його організація діяла в Бронксі та Мангеттені, спеціалізуючись на рекеті, нелегальному гральному бізнесі та контрабанді алкоголю під час сухого закону.
У 1910-х роках Д'Аквіла отримав титул "капо ді тутті капі" (італ. capo di tutti capi — "бос усіх босів"), що закріпило його статус як головного кримінального авторитета серед італо-американських угруповань. Він підтримував жорстку дисципліну й намагався об'єднати сицилійські банди, проте його агресивна політика породжувала конфлікти.

### Смерть
У 1920-х роках посилилося протистояння між різними мафіозними угрупованнями. Одним із ключових супротивників Д'Аквіли став Джо Массерія, ще один впливовий мафіозі Нью-Йорка. 10 жовтня 1928 року Сальваторе Д'Аквіла був убитий у центрі Мангеттена в результаті замовного вбивства, яке стало частиною боротьби за владу в мафіозному середовищі.

## Спадщина
Смерть Д'Аквіли стала переломним моментом в історії мафії в США. Його організацію пізніше очолив Альфредо Манфреді, але вона була поглинута іншими угрупованнями. Водночас методи управління та стратегії, розроблені Д'Аквілою , лягли в основу сучасної структури мафіозних сімей.